# Jean Ramadier
Jean Paul Ramadier (* 1. Dezember 1913 in Paris; † 19. Februar 1968 in Montpellier) war ein französischer Kolonialbeamter. Er arbeitete zunächst in Französisch-Indochina, danach in den französischen Territorien in Afrika. Dort war er Gouverneur von Niger (1954–1956) und Guinea (1956–1958) sowie Hochkommissar von Cameroun (1958).

## Leben
Jean Ramadier war ein Sohn des Juristen und sozialistischen Politikers Paul Ramadier. Er wuchs im Département Aveyron auf, wo er das Lycée von Rodez besuchte. Sein Vater war ab 1919 Bürgermeister von Decazeville. Nach einem Vorbereitungskurs am Lycée Louis-le-Grand begann Jean Ramadier 1936 seine Ausbildung an der École nationale de la France d’Outre-Mer mit dem Ziel, in den französischen Kolonialdienst zu treten. Zu seinen engsten Studienfreunden zählten Louis Rollet und Henri Gipoulon, die beide später ebenfalls hohe Ämter in Übersee-Frankreich innehatten. 1937 heiratete er Mauricette Massol. Ein Jahr später wurde ihr erster gemeinsamer Sohn Paul geboren. Ramadier beendete seine Ausbildung 1939. Er hatte Diplome für öffentliches Recht, politische Ökonomie und Vietnamesisch erworben.
Nach einem Jahr im Militärdienst wurde Ramadier, entsprechend seiner Ausbildung, im August 1940 Kolonialbeamter und als solcher nach Französisch-Indochina geschickt. Während sich sein Vater, der zwischenzeitlich Minister gewesen war, der Résistance anschloss, war Jean Ramadier in Indochina gegen seine Überzeugung einem Anhänger des Vichy-Regimes, dem Generalgouverneur Jean Decoux, untergeben. Decoux gestand dem Militär des Verbündeten Japan weitgehende Rechte zu.
Ramadier lebte ab 1943 mit seiner Familie in der Provinzhauptstadt Vinh. Während dieser Zeit schrieb er, neben seiner Arbeit im Kolonialdienst, an seiner rechtswissenschaftlichen Dissertation über die Geschichte und sozioökonomischen Aspekte der französischen Besitzungen in Annam.
Kurz nach Beginn der japanischen Alleinherrschaft in Indochina im Jahr 1945 wurde er wegen des Verdachts antijapanischer Umtriebe von der Kempeitai für 108 Tage gefangen gehalten und gefoltert. Zu den Demütigungen gehörte die Zerstörung des Manuskripts seiner Dissertation, dessen Blätter er auf der Gefängnistoilette wiederfand. Nach der Kapitulation Japans wurde Ramadier erneut für mehrere Wochen inhaftiert, diesmal von den Việt Minh.
Nach seiner Freilassung verbrachte er noch zehn Monate in Vinh und kehrte im August 1946 nach Frankreich zurück, wo sein Vater ein halbes Jahr später Premierminister wurde. Im Januar 1948 begann Jean Ramadier seine Tätigkeit in den französischen Besitzungen in Afrika. Er war zunächst Kabinettschef von Paul Béchard, des Generalgouverneurs von Französisch-Westafrika in Dakar. Im April 1952 wurde er auf seinen Wunsch hin Kreisleiter von Bouaké in der Elfenbeinküste. Er übte dieses Amt bis Juni 1954 aus und erwarb sich dabei einen guten Ruf bei seinen Vorgesetzten. Am 21. Dezember 1954 wurde Ramadier Gouverneur des Überseegebiets Niger. Er folgte Gouverneur Jean Toby im Amt nach, der noch vom Vichy-Regime eingesetzt worden war. In Niger befand sich die noch junge Parteienlandschaft in einer Umbruchsphase. Die auf Initiative von Jean Toby gegründete pro-französische Union unabhängiger Nigrer und Sympathisanten brach langsam auseinander, etwa durch die Abspaltung des Nigrischen Aktionsblocks. Jean Ramadier wurde nach zwei Jahren aus Niger abberufen und mit dem 3. Juni 1956 als Nachfolger von Charles-Henri Bonfils zum Gouverneur des Überseegebiets Guinea bestellt. Sein eigener Nachfolger in Niger wurde Paul Bordier. Die Ernennung war für Ramadier prestigemäßig ein Aufstieg, Guinea galt als bedeutenderes Territorium als Niger. Die politische Situation in Guinea, wo es infolge der loi-cadre Defferre zur Bildung einer eigenen Regierung kam, war noch instabiler als in Niger. Formell stand der Gouverneur der Regierung vor, doch Ramadier gewährte dem gewählten stellvertretenden Regierungschef Ahmed Sékou Touré große Freiheiten bei der Amtsausübung. So blieb Ramadiers interimsmäßiger Nachfolger Gouverneur Jean Mauberna – ab 29. Januar 1958 – nur rund neun Monate im Amt und Guinea wurde am 2. Oktober 1958 als erste ehemalige Kolonie Frankreichs in Afrika ein unabhängiger Staat. Jean Ramadier wurde mit 29. Januar 1958 Hochkommissar von Cameroun. Sein Amtsvorgänger war Pierre Messmer. Die autonome Republik stand kurz vor der Unabhängigkeit von Frankreich. Ramadier geriet in einen Konflikt mit dem einheimischen Premierminister André-Marie Mbida bezüglich der Frage, wer das Land durch den Unabhängigkeitsprozess führen sollte: der Hochkommissar oder der Premierminister. Mbida musste letztlich als Premierminister zurücktreten, erreichte jedoch, dass auch Ramadier nach nur 22 Tagen im Amt, am 19. Februar 1958, von der Pariser Regierung als Hochkommissar von Cameroun abberufen wurde.
Jean Ramadier verbrachte seine letzten Lebensjahre in Frankreich, wo er nach einer langen Krankheit im Alter von 55 Jahren starb.

## Ehrungen
- Croix de guerre
- Médaille de la Résistance[19]